# Stavnja
La Stavnja est une rivière de Bosnie-Herzégovine et un affluent droit de la Bosna. Elle fait partie du bassin versant de la mer Noire et sa longueur est de 30,4 km.

## Parcours
La Stavnja prend sa source au mont Zvijezda, près de  Vareš ; elle traverse les villes de Vareš et de Breza et se jette dans la Bosna à Ilijaš.